# Cujmir
Cujmir est une commune roumaine du județ de Mehedinți, dans la région historique de l'Olténie et dans la région de développement du Sud-Ouest.

## Géographie
La commune de Cujmir est située dans l'extrême sud-est du județ, à la limite avec le județ de Dolj, dans la plaine d'Olténie (Câmpia Oltenie), à 58 km au sud-est de Drobeta Turnu-Severin, la préfecture du județ.
Elle est composée des trois villages suivants (population en 2002) :
- Aurora (811) ;
- Cujmir (2 499), siège de la municipalité ;
- Cujmiru Mic (524).

## Religions
En 2002, 99,89 % de la population était de religion orthodoxe.

## Démographie
En 2002, les Roumains représentaient 99,63 % de la population totale.
| 1992  | 2002  | 2007  |
| ----- | ----- | ----- |
| 4 181 | 3 834 | 3 667 |

## Lieux et monuments
- Cujmir, église des Saints Voïvodes (Sfintii Voievozi) de 1715.